# Sarajevo Spartans 2014
Questa voce raccoglie le informazioni riguardanti i Sarajevo Spartans nelle competizioni ufficiali della stagione 2014.

## AAFL 2014

### Stagione regolare
| 29 marzo 2014 | Sarajevo Spartans | 8 – 34 | Alp Devils |  |

| 12 aprile 2014 | Sarajevo Spartans | 7 – 19 | Maribor Generals |  |

| 3 maggio 2014 | Sarajevo Spartans | 20 – 30 | Zagreb Patriots |  |

| 11 maggio 2014 | Sirmium Legionaries | 60 – 12 | Sarajevo Spartans |  |

| 7 giugno 2014 | Sarajevo Spartans | 35 – 0 | Zagreb Raiders |  |

| 7 giugno 2014 | Osijek Cannons | 11 – 27 | Sarajevo Spartans |  |

| 16 giugno 2014 | Split Sea Wolves | 15 – 15 | Sarajevo Spartans |  |

### Playoff
| 28 giugno 2014 Finale 3º - 4º posto | Zagreb Patriots | 28 – 6 | Sarajevo Spartans |  |

## Statistiche di squadra
| Competizione      | %Vittorie | In casa | In casa | In casa | In casa | In casa | In casa | In trasferta | In trasferta | In trasferta | In trasferta | In trasferta | In trasferta | Totale | Totale | Totale | Totale | Totale | Totale |
| Competizione      | %Vittorie | G       | V       | N       | P       | Pf      | Ps      | G            | V            | N            | P            | Pf           | Ps           | G      | V      | N      | P      | Pf     | Ps     |
| ----------------- | --------- | ------- | ------- | ------- | ------- | ------- | ------- | ------------ | ------------ | ------------ | ------------ | ------------ | ------------ | ------ | ------ | ------ | ------ | ------ | ------ |
| Stagione regolare | .357      | 4       | 1       | 0       | 3       | 70      | 83      | 3            | 1            | 1            | 1            | 54           | 86           | 7      | 2      | 1      | 4      | 137    | 169    |
| Playoff           | .000      | 0       | 0       | 0       | 0       | 0       | 0       | 1            | 0            | 0            | 1            | 6            | 28           | 1      | 0      | 0      | 1      | 6      | 28     |
| Totale            | .313      | 4       | 1       | 0       | 3       | 70      | 83      | 4            | 1            | 1            | 2            | 60           | 114          | 8      | 2      | 1      | 5      | 18     | 197    |